# False Creek
Pour les articles homonymes, voir False.

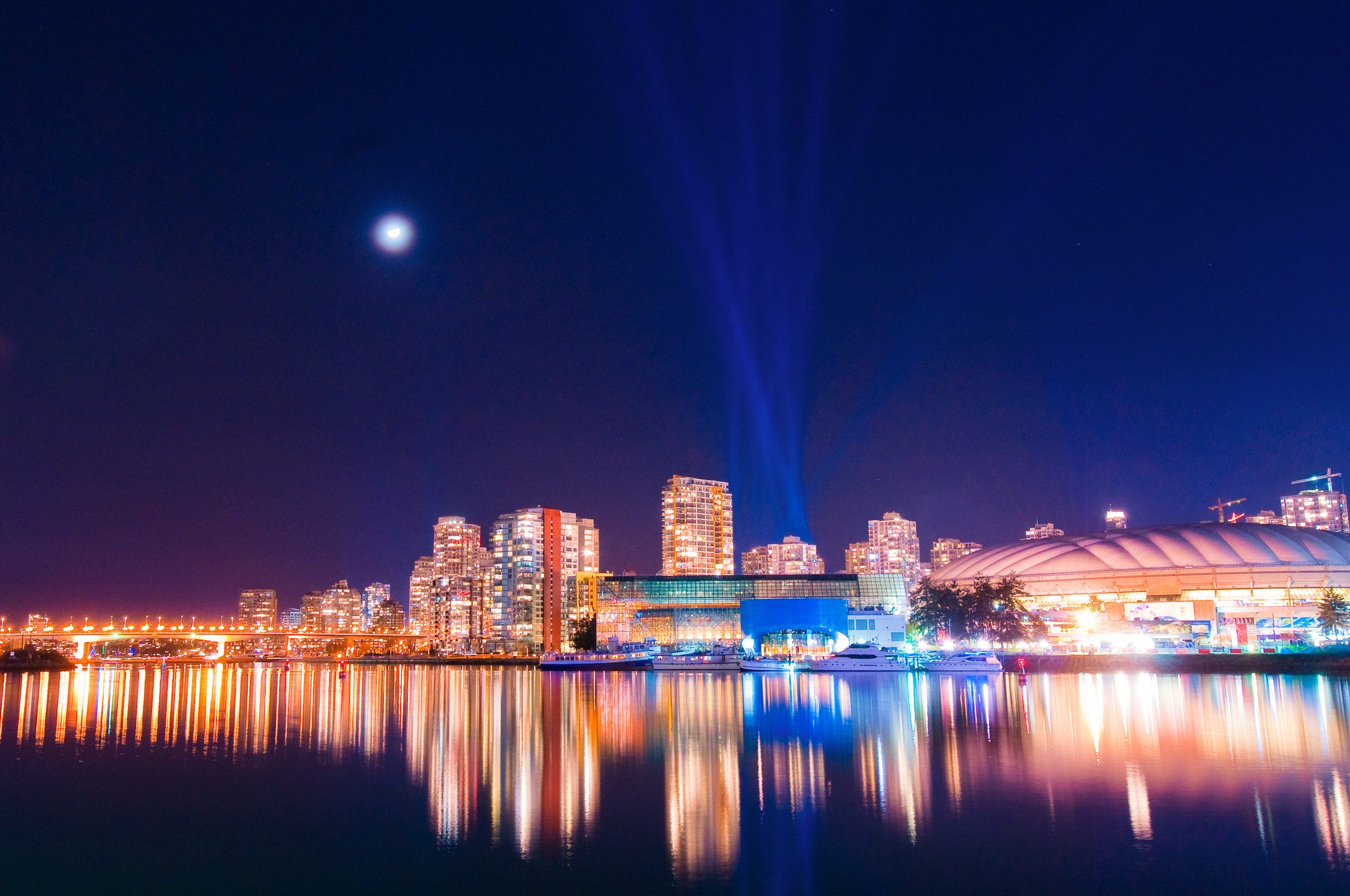
Vue de la baie de False Creek, avec notamment le BC Place Stadium.

La baie de False Creek (en français, Faux ruisseau) est un petit bras de mer peu profond qui pénètre au cœur de la ville canadienne de Vancouver en Colombie-Britannique et qui constitue un appendice de la baie Burrard.

## Description
Son étendue commence à partir de la baie des Anglais (en anglais : English Bay) et elle sépare le centre-ville (en anglais : Downtown) du reste de la ville de Vancouver.
Trois ponts traversent False Creek : le pont Burrard (Burrard Bridge), le pont Granville (Granville Bridge) et le pont Cambie Street (Cambie Street Bridge). 

## Toponyme
Son nom lui est donné par George Henry Richards au cours de l'étude hydrologique qu'il a effectuée entre les années 1856 et 1863.

## Histoire
Avant l'arrivée des Européens, False Creek s'étendait sur une superficie environ cinq fois supérieure à celle qu'elle a aujourd'hui. À l'époque, la rive sud de la baie abritait l'hivernage des indiens Squamish qui plaçaient leurs filets et leurs barrages de pêche à l'endroit actuellement occupé par la presqu'île de Granville Island.
Le comblement d'une partie de False Creek et l'aménagement de ses rives ont été l'œuvre de plusieurs intervenants. La société de chemin de fer Canadien Pacifique (en anglais : Canadian Pacific Railway), le gouvernement fédéral, les autorités locales et des investisseurs de Hong Kong y ont plus particulièrement participé.
En 1986, les rives nord et est de la baie ont accueilli le site principal de l'exposition universelle sur les transports et la communication (« Expo 86 ») de Vancouver. Les rives nord et sud sont l'objet vers les années 2000 et 2010 d'un important programme de rénovation urbaine.